# Cooköarna i olympiska sommarspelen 1996
Cooköarna deltog i de olympiska sommarspelen 1996 med en trupp bestående av tre deltagare, två män och en kvinna, men ingen av landets deltagare erövrade någon medalj.

## Friidrott
Herrarnas 100 meter
- Mark Sherwin

## Segling
| Mistral Placering | Styrman (Land)    | Lopp I    | Lopp I | Lopp II   | Lopp II | Lopp III  | Lopp III | Lopp IV   | Lopp IV | Lopp V    | Lopp V | Lopp VI   | Lopp VI | Lopp VII  | Lopp VII | Lopp VIII | Lopp VIII | Lopp IX   | Lopp IX | Total Poäng | Totalt -1 |
| Mistral Placering | Styrman (Land)    | Placering | Poäng  | Placering | Poäng   | Placering | Poäng    | Placering | Poäng   | Placering | Poäng  | Placering | Poäng   | Placering | Poäng    | Placering | Poäng     | Placering | Poäng   | Total Poäng | Totalt -1 |
| ----------------- | ----------------- | --------- | ------ | --------- | ------- | --------- | -------- | --------- | ------- | --------- | ------ | --------- | ------- | --------- | -------- | --------- | --------- | --------- | ------- | ----------- | --------- |
| 22                | Turia Vogel (COK) | 24        | 24.0   | 26        | 26.0    | 21        | 21.0     | 27        | 27.0    | 24        | 24.0   | 19        | 19.0    | 19        | 19.0     | 22        | 22.0      | 17        | 17.0    | 199.0       | 146.0     |